# Collier County
Collier County is een county in de Amerikaanse staat Florida.
De county heeft een landoppervlakte van 5.246 km² en telt 251.377 inwoners (volkstelling 2000). De hoofdplaats is Naples.

## Foto's

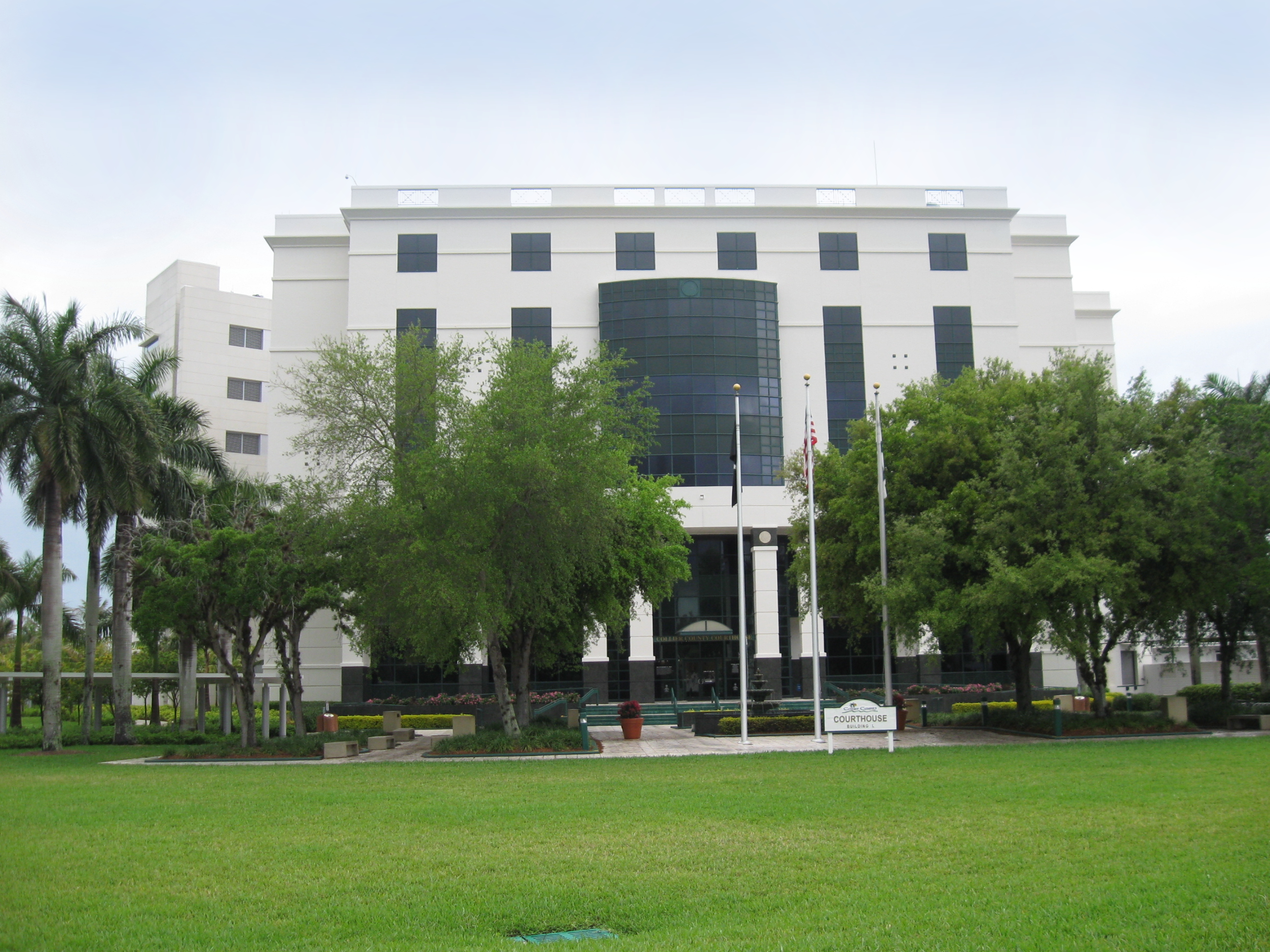
Rechtbank